# 比扎納
比扎納是南非的城鎮，位於該國東部，由東開普省負責管轄，面積23.96平方公里，2001年人口4,110，人口密度每平方公里約170人。1986年4月18日，鎮上的賭場發生炸彈爆炸，非洲人國民大會拒絕承認責任。